# Matthias Prinz
Matthias Prinz (* 1956 in Berlin) ist ein deutscher Rechtsanwalt, der in den Bereichen Presse- und Medienrecht, Reputationsschutz, Schutz der Privatsphäre, Unterhaltungs- und Sportrecht tätig ist.

## Leben
Matthias Prinz ist der Sohn des ehemaligen Chefredakteurs der Bild-Zeitung und späteren Vorstandes des Axel Springer Verlages, Günter Prinz (1929–2020). Er besuchte das Kurt-Huber-Gymnasium in Gräfelfing im Landkreis München. Anschließend studierte er an der Universität Hamburg Rechtswissenschaften. Nachdem er dort 1980 sein Erstes Juristisches Staatsexamen abgelegt hatte, war er zunächst am Institut für internationales Privat- und Prozessrecht der Universität Hamburg als Assistent des Professors Hein Kötz tätig. Forschungsgebiet war u. a. die Ökonomische Analyse des Rechts. Nach seiner Assistenzzeit ging Prinz in die USA und studierte an der Harvard Law School. Dort erwarb er 1983 den akademischen Grad Master of Laws (LL.M.). Seit 1997 ist er Honorarprofessor am Institut für Publizistik- und Kommunikationswissenschaft der Freien Universität Berlin.
Im Oktober 2014 erlitt Prinz einen folgenschweren Herzinfarkt.
Matthias Prinz ist mit Alexandra von Rehlingen verheiratet und hat zwei Söhne und zwei Töchter.

## Rechtsanwaltstätigkeit
1984 wurde Prinz im Staat New York als Rechtsanwalt zugelassen. Er kehrte nach Hamburg zurück und promovierte 1985 bei Hein Kötz, dem damaligen Direktor des Max-Planck-Instituts für ausländisches und internationales Privat- und Prozessrecht und späteren Gründungspräsidenten der Bucerius Law School. Nachdem Prinz darauffolgend in Hamburg als Rechtsanwalt zugelassen wurde, eröffnete er dort gemeinsam mit Sabine Neidhardt eine Kanzlei, in der heute 12 Anwälte tätig sind. Der Schwerpunkt der Kanzleitätigkeit liegt in den Bereichen Medienrecht, Familien- und Erbrecht sowie Arbeitsrecht.
Etwas später wurde er Verteidiger von Julius Hackethal, der in Traunstein wegen Tötung auf Verlangen angeklagt war. In diesem Verfahren, so erzählte er 1999 gegenüber der Wochenzeitung Freitag, musste er sich „mit medienrechtlichen Fragen beschäftigen, mit Fragen des Persönlichkeitsrechts, und daraus ist dann mehr und mehr Neigung geworden“. In der Folge wurde Prinz zu einem der bekanntesten Medienanwälte Deutschlands, den Die Welt einmal als „Rächer der Genervten“ bezeichnete. Prinz, der von sich in einem Interview gesagt hat, er sei „gar nicht so streitbar“, sondern versuche nur, für seine Mandanten „vernünftige Lösungen“ zu finden, gelang es einige Verfahren erfolgreich bis vor den Bundesgerichtshof, das Bundesverfassungsgericht und den Europäischen Gerichtshof für Menschenrechte zu führen.
1992 vertrat Prinz erstmals Prinzessin Caroline von Hannover gegen Paparazzi, die ihre kleinen Kinder verfolgten, und gegen Medien aus Europa und deren andauernden Eingriff in die Privatsphäre sowie erfundene Geschichten. Er leitete eine Reihe von Gerichtsverfahren gegen verschiedene europäische Medien ein, die im Laufe von 20 Jahren zu Präzedenzfällen bei den höchsten deutschen Gerichten sowie dem europäischen Gerichtshof für Menschenrechte führten. Diese Urteile sind als Caroline-Urteile bekannt.
Prinz vertrat auch deutsche Sportler wie Boris Becker und deutsche Bundesliga-Vereine, deren Trainer und Spieler, ebenso wie das T-Mobile-Radsportteam und die deutsche Springreiter-Equipe. Für Oliver Kahn verklagte Prinz EA Sports, den Hersteller des Computer-Fußballspiels FIFA 2002, die den Namen und die Figur des Torhüters ohne sein Einverständnis nutzten.
2003 übernahm Prinz die Vertretung der schwedischen Königsfamilie wegen der Verletzung von Persönlichkeitsrechten und verleumderischen Artikeln in deutschen Medien. Prinz zwang 23 deutsche Magazine Gegendarstellungen, Widerrufe und Entschuldigungen auf der Titelseite abzudrucken. Schadenersatz- und Hauptsacheklagen folgten, die zu der Entscheidung des Hanseatischen Oberlandesgerichts führten, Prinzessin Madeleine von Schweden ein Rekordschmerzensgeld von 400.000 Euro zuzusprechen. Eine Beschwerde des verurteilten Medienunternehmens wurde 2010 vom Bundesgerichtshof abgewiesen.
Prinz berät heute Vorstände und Aufsichtsratsvorsitzende von deutschen Unternehmen, insbesondere Klaus Kleinfeld, Ron Sommer und Paul Achleitner. Er beriet auch den Sultan von Brunei bei seinem Staatsbesuch in der Bundesrepublik Deutschland.
Diverse Medien berichteten Anfang 2014 über einen „häßlichen Streit in feinsten Anwaltskreisen“, an dem Matthias Prinz unmittelbar beteiligt war. Dabei ging es um eine gerichtliche Auseinandersetzung vor dem Landesgericht Innsbruck zwischen seiner Rechtsanwaltssozietät und Michael Neumayer, dem Sohn und Erben von Peter Alexander. Die Kanzlei Prinz hatte Neumayer rund ein Jahr nach dem Tod seines ehemaligen Mandanten Peter Alexander auf Zahlung von rund 800.000 Euro für angeblich noch ausstehende Honorare und Gebühren verklagt. Bereits im Jahre 2009 hatte sich Alexander in einem Brief an Prinz über dessen „merkwürdiges Geschäftsgebaren“ beklagt.
Matthias Prinz hat Artikel zum Thema Medienrecht, Privatsphären- und Persönlichkeitsschutz, Litigation-PR und Medienstrategien veröffentlicht. Er ist Co-Autor des Werkes Prinz/Peters: Medienrecht. Seit 1996 unterrichtet Prinz Studenten an der Freien Universität Berlin zum Thema Medienrecht und Persönlichkeitsschutz.

## Publikationen
- Matthias Prinz, Butz Peters: Medienrecht – Die zivilrechtlichen Ansprüche; Beck Verlag, 1999; ISBN 3-406-44853-4